# グッデイ (ホームセンター)
グッデイ（英: GooDay）は、株式会社グッデイが北部九州を中心に展開するホームセンター（ホームセンター・グッデイ）。キャッチフレーズは家族でつくる いい一日"Everyday GooDay"。

## 特徴
一般的な商品から専門的な商品まで幅広く取り扱う。オレンジ色一面の大胆な建物と開放的な店内環境で、現在新たな店舗スタイルを開発しており、新たに開店した八女店西館や店舗の改装などで取り入れている。

## 運営会社
運営するグッデイの持株会社・嘉穂無線ホールディングス（旧嘉穂無線）は、1950年2月設立。もともとラジオ・アマチュア無線パーツ小売り事業を行っており、「エレキット」のブランドで電子工作キットを全国展開していた。
（旧）嘉穂無線は1990年代まで社内事業部制を敷いていた。当時の事業部体制は下記のとおり。
- SS事業部[1] - 家電量販店の「デンキのカホ」[2]や、電子パーツ・電子工作キット・無線機・パソコン小売の「カホパーツセンター」[3][4]を運営。一時期、ファンシーショップを運営していたこともある。
- エレホビー事業部 - 電子工作キット「エレキット」の企画・制作・販売（現在の「株式会社イーケイジャパン」）
- グッデイ事業部 - ホームセンター「グッデイ」の運営。

一時期、嘉穂無線グループはホームセンター事業のみの展開であったが、2002年に嘉穂無線より独立した株式会社イーケイジャパンが2014年に、1999年事業譲渡により発足したカホパーツセンター株式会社が2023年に再びグループ傘下となっており、当社と併せて大部分の事業を継続している形となっている。

### 沿革
- 1949年2月 - ラジオ・アマチュア無線パーツ小売業として創業。
- 1950年2月 - 嘉穂無線株式会社（現嘉穂無線ホールディングス株式会社）設立。
- 1973年 - 電子工作キット5種類を開発・発売。
- 1977年 - 電子工作キットを全国で販売開始（エレホビー事業部）。
- 1978年3月 - 嘉穂無線（現嘉穂無線ホールディングス）がホームセンター・グッデイ1号店を福岡県大野城市に開店。
- 1988年 - 学校教材販社と契約し、学校教材として工作キット販売開始。創業者死去に伴い、2代目の代表取締役社長に柳瀬真澄が就任。
- 1994年 - エレホビー事業部が嘉穂無線株式会社から分離独立「株式会社イーケイジャパン」設立。
- 1999年12月 - カホパーツセンター株式会社[5]設立。嘉穂無線より電子パーツ小売事業の譲渡を受ける[6]。
- 2002年 - 株式会社イーケイジャパンが嘉穂無線より完全独立。
- 2007年9月21日 - （旧）嘉穂無線が持株会社に移行し、嘉穂無線ホールディングス株式会社に商号変更し、新設された嘉穂無線株式会社（2代）がホームセンター事業を承継。
- 2008年8月25日 - 現在地に本社移転。
- 2009年 - 新キャッチフレーズ「グッデイならできる♪」制定。テレビCM放映開始。ホームページオープン。今までのイメージを一新した八女店西館開業。
- 2014年 - 株式会社イーケイジャパンが嘉穂無線ホールディングス傘下（100%子会社）となる。
- 2016年9月21日 - 嘉穂無線株式会社（2代）が、社名を株式会社グッデイに変更。
- 2019年9月2日 - 本社を福岡市博多区中洲中島町2-3に移転。
- 2020年10月14日 - LINE Fukuokaを発起人に、親会社の嘉穂無線ホールディングスを含む9社（西日本鉄道、九州旅客鉄道、西部ガス、西日本シティ銀行、福岡銀行、福岡国際空港、福岡地所）とオブザーバーの福岡市で「Fukuoka Smart City Community」を発足[7]。
- 2023年8月 - 嘉穂無線ホールディングスがカホパーツセンター株式会社を旧経営陣より買収[8]。
- 2023年11月1日 - ホームセンター大手のカインズと業務提携し、同社プライベートブランドの供給を受ける契約を締結[9]。

## 店舗数
65店（福岡県42店舗・佐賀県７店舗・大分県8店舗・熊本県4店舗・山口県4店舗）

## 特記店舗
- 土井店（福岡市東区） - ホームワイド土井店を改装した店舗。
- 西福岡店（福岡市西区） - 以前は現在よりも北西の拾六町1丁目1-1(福重JCTの福岡高速5号線-西九州自動車道間渡り橋直下)に存在したが、工事の進捗に伴い2000年11月に旧店舗を廃止[10]。、現在地へ移転した。

## 特記事項
- CM『爆買い編』には、はせがわのcmで二代目しあわせ少女を務めた方が夫と子どもたち一家で出演している。[11]